# هسو مو
هسو مو ( () : 徐 謨؛ بينيين : زو مو ؛ وايد جايلز : هسو مو 22 أكتوبر 1893 في سوجو، مقاطعة جيانغسو - 28 يونيو 1956 في لاهاي) محامٍ وسياسي ودبلوماسي صيني. عمل من عام 1931 إلى عام 1941 نائباً لوزير خارجية بلاده ، وسفيراً لدى أستراليا وتركيا ، ومن عام 1946 حتى وفاته قاضياً في محكمة العدل الدولية .